# Jiří Balcar
Jiří Balcar (* 26. August 1929 in Kolín; † 28. August 1968 in Prag) war ein tschechischer Grafiker, Maler, Illustrator, Typograf und Cartoonist. Er war bekannt für die Entwürfe von Filmplakaten und Buchumschlägen.

## Leben
Jiří Balcar wurde in der Familie des Arztes Emilian Balcar geboren. Er war einer von zwei Söhnen, an die deren Vater große Ansprüche hatte, und die Familiensituation war sehr angespannt. Im Jahr 1945 starb sein Vater durch Suizid, was den jungen Balcar schwer getroffen hat.
Er studierte die Hochschule für angewandte Kunst, die wurde aufgehoben und Balcar musste in das Studio von František Muzika wechseln. Er beendete sein Studium 1953. Gegen Ende seines Lebens reiste er oft ins Ausland, vor allem in die USA. Er starb 1968 bei einem Autounfall in Prag.

## Arbeit
Balcars künstlerische Arbeit begann während des Gymnasiums, als er mit einer Trockennadeltechnik arbeitete. In den frühen 1950er Jahren begann er, Typografie in seine Arbeiten einzubauen, die später zu seinem Markenzeichen wurden. Die Wende in seiner Arbeit kam nach Besuchen auf ausländischen Ausstellungen, insbesondere der Weltausstellung 1958 in Brüssel.
Dank dieser Ausstellungen hat er sich den europäischen Tendenzen zugewandt und wurde zu einem der Pioniere der neuen Welle der tschechischen abstrakten Malerei Ende der 1950er Jahre. Zu Beginn der 1960er Jahre schuf er abstrakte Gemälde, Grafiken und Zeichnungen mit typografischen und handschriftlichen Zeichen als Symbole der Unberechenbarkeit der Alltagsrealität. Das Thema eines modernen Menschen, der am gesellschaftlichen Leben teilnimmt, ist mit einem wesentlichen Teil seiner Arbeit verwoben. In den folgenden Jahren reduzierte Balcar seine Arbeiten weiter auf monochrome, dunkle Bilder mit pastös aufgetragenen Farben. In seinen Grafiken reflektierte er die Impulse der amerikanischen Pop Art und der europäischen neuen Figurationen.

## Ausstellungen

### Einzelausstellungen
- 1959: Jiri Balcar: Gemälde, Zeichnungen, Grafiken, Ausstellungshalle ČFVU - Purkyně, Prag[3]
- 1970: „Jiří Balcar: Graphik“, Jacques Baruch Gallery, Chicago
- 1973: „Jiří Balcar: Grafikdesign“, Haus der Herren von Kunštát, Brno
- 1975: „Aus der Arbeit von Jiří Balcar“, Malá galerie [Brünner Veterinär- und Pharmazeutische Universität], Brno
- 1979: „Jiří Balcar: Archive eines Künstlers“, Jacques Baruch Gallery, Chicago
- 1987: „Aus der Arbeit von Jiří Balcar“, Regionalmuseum Kolín, Atrium Hall, Kolín
- 2001: „Jiří Balcar: Graphics 1960–1965“, Galerie Ztichlá klika, Praha

### Gruppenausstellungen
- 1958: 2. Ausstellung von Máj 57, Donaupalast, Prag[4]
- 1988: „Zwanzig Jahre tschechoslowakische Kunst: 1968–1988. Eine Hommage an Jacques Baruch“, Jacques Baruch Gallery, Chicago
- 1988: „Landschaft  Böhmisches Paradies in Kunst“, Regionalgalerie Hradec Králové
- 2008: „Einblicke in die Sammlungen der Nordböhmischen Galerie der bildenden Künste in  Litomerice“, Die Nordböhmische Galerie der bildenden Künste in Litomerice, Litomerice
- 2008: „Moderne Kunst und Nachkriegskunst,“ Zeitgenössische Kunst, Fotografien, Galerie 5. Stock, Prager Stadt (Prager Stadtbezirk) Einblicke in die Sammlungen der Nordböhmischen Galerie der bildenden Künste in Litomerice, Katalogtext Ausstellung 2008
- 2008: „Lettrismus: Vorläufer und Nachfolger“, Gallery of Modern Art in WAC, Roudnice nad Labem